# Lanceoppia soosi
Lanceoppia soosi är en kvalsterart som först beskrevs av Balogh 1982.  Lanceoppia soosi ingår i släktet Lanceoppia och familjen Oppiidae. Inga underarter finns listade i Catalogue of Life.